# Рютер, Розмари
Розмари Рэдфорд Рютер (англ. Rosemary Radford Ruether; 2 ноября 1936, Сент-Пол — 21 мая 2022, Помона, Калифорния) — американская учёная-феминистка и католический богослов, известный своим значительным вкладом в область феминистской теологии.
Её называют одним из крупнейших христианских богословов-феминисток нашего времени. Её обширная область знаний и писательская деятельность включают предметы от феминистской и экофеминистской теологии до таких тем, как антисемитизм и израильско-палестинский конфликт.
Рютер является сторонницей рукоположения женщин, движения среди католических религиозных деятелей, которые подтверждают способность женщин служить священниками, несмотря на официальные санкции. С 1985 года Рютер является членом правления прочойс-группы «Католики за выбор».

## Биография
Рютер родилась 2 ноября 1936 года в Сент-Поле, штат Миннесота, в семье матери-католички и отца — последователя Епископальной церкви. Свое воспитание она описывала как вольнодумное и гуманистическое, в отличие от репрессивного. Отец Рютер умер, когда ей было 12 лет, после чего Рютер и её мать переехали в Калифорнию. Рютер училась в нескольких католических школах, в которых работали Сёстры Провидения из Сент-Мэри-оф-Вудс, штат Индиана. Они, а также группа друзей матери, составили сильный круг феминисток и активисток, который помог Рютер в дальнейшей работе.
С 1954 по 1958 годы Рютер получила высшее образование в колледже Скриппс. Она пришла туда с намерением изучать искусство, но под влиянием одного из профессоров, Роберта Палмера, перешла в область классической культуры. Страсть Палмера к классической греческой и римской культуре познакомила Розмари с философией и историей той эпохи. Она получила степень магистра классики и римской истории, а затем докторскую степень по классике и патристике в Клермонтской школе теологии.
Рютер участвовала в активизме по гражданским правам в 1960-х годах в Миссисипи и Вашингтоне, округ Колумбия. Работала в Министерстве Дельты в Миссисипи, где познакомилась с борьбой афроамериканских общин и реалиями расизма. Погрузилась в литературу по теологии освобождения чернокожих во время обучения в Школе религии Говардского университета. Активно выступала во время движения за мир в Вашингтоне, округ Колумбия, и часто попадала в тюрьму вместе с другими радикальными католиками и протестантами из-за маршей и демонстраций.
Несмотря на свой радикализм, Рютер осталась в католической церкви вместе с другими религиозными активистами. Её первая книга «Церковь против себя» (The Church Against Itself, 1967) критикует доктрину церкви и взгляды церкви на сексуальность и воспроизводство.
Розмари была замужем за политологом Германом Рютером. Они поженились на последнем году учёбы Рютер в колледже, и интересовались областями деятельности друг друга. У них трое детей, живущих в Калифорнии.
Скончалась 21 мая 2022 года.

## Карьера
Рютер получила степень бакалавра философии в колледже Скриппс (1958), степень магистра древней истории (1960) и степень доктора философии по классике и патристике (1965) в аспирантуре Клермонта в Клермонте, штат Калифорния.
Являлась приглашённым профессором религии и феминистского богословия в Клермонтской школе теологии и Клермонтском аспирантском университете. Её первым назначением была должность профессора Говардского университета в Вашингтоне, округ Колумбия, с 1965 по 1975 годы. Была профессором феминистского богословия в Тихоокеанской школе религии и Аспирантском богословском союзе, а также много лет занимала пост профессора прикладного богословия Джорджии Харкнесс в Евангелической теологической семинарии Гаррета, с которого и вышла на пенсию. Рютер — автор 36 книг и более 600 статей по феминизму, экофеминизму, Библии и христианству.
В 1977 году Рютер стала сотрудником Женского института за свободу прессы (WIFP). WIFP — американская некоммерческая издательская организация, которая создает условия для общения между женщинами и укрепляет связь общественности с различными женскими СМИ.
22 января 2000 года Рютер получила звание почётного доктора богословского факультета Уппсальского университета, Швеция.
В 2012 году Рютер получила степень почётного доктора гуманитарных наук (LHD) в колледже Уиттиер.
Работа Рютер оказала большое влияние в области феминистской теологии, оказав влияние на таких учёных, как Беверли Уилдунг Харрисон и Паули Мюррей.

## Феминистское богословие
По словам Рютер, женщины исключены из академических и руководящих ролей в теологии, что привело к распространению ориентированных на мужчин взглядов и убеждений. Без женщин, способных вносить свой вклад в важные обсуждения и решения, связанные с христианским богословием и практикой, в богословских верованиях и традициях никогда не будет равного представительства женского опыта. Рютер считала, что классическая теология и её традиции игнорируют женский опыт, что увековечивает идею о том, что женщины вторичны по отношению к мужчинам. Как заявила Рютер, феминистское богословие может разоблачать изначально дискриминационную систему и работать над её изменением. Она считает, что всё, что умаляет человечность женщин, не должно быть отражением божественного замысла. По словам Рютер, наиболее важным принципом феминистского богословия является продвижение полной человечности женщин в христианском богословии и традициях. Для этого необходимо не только признать и кодифицировать женский опыт, но и переоценить само понимание таких вещей, как опыт и человечность.

## Избранные сочинения
- The Church Against Itself. New York: 1967, Herder and Herder.
- Gregory of Nazianzus. Oxford: 1969, Oxford University Press.
- The Radical Kingdom, The Western Experience of Messianic Hope, New York: Paulist Press, 1970 ISBN 0809118602
- Faith and Fratricide: The Theological Roots of Anti-Semitism. New York 1974, Seabury Press, ISBN 978-0-8164-2263-0.
- «Courage as a Christian Virtue» in Cross Currents, Spring 1983, 8-16
- Sexism and God-Talk: Toward a Feminist Theology, Beacon Press[англ.] (1983) ISBN 0-8070-1205-X
- Gaia and God: An Ecofeminist Theology of Earth Healing, Harper-Collins (1994) ISBN 978-0-06-066967-6, ASIN 0-06-066967-5
- In Our Own Voices: Four Centuries of American Women’s Religious Writing (ed. with Rosemary Skinner Keller), Harper-Collins (1996) ISBN 0-06-066840-7
- Women Healing Earth: Third World Women on Ecology, Feminism, and Religion. New York, March 1996.
- Introducing Redemption in Christian Feminism (editor), Continuum (1998) ISBN 1-85075-888-3
- Christianity and the Making of the Modern Family, Beacon Press (2001), ISBN 978-0807054079
- Fifth chapter of Transforming the Faiths of our Fathers: Women who Changed American Religion, edited by Ann Braude. (2004) ISBN 1403964602
- The Wrath of Jonah: The Crisis of Religious Nationalism in the Israeli-Palestinian Conflict, Augsburg Fortress[англ.] (2002) ISBN 0-8006-3479-9
- Integrating Ecofeminism Globalization and World Religions, Rowman & Littlefield Publishers, Inc. (2005) ISBN 0-7425-3529-0
- Goddesses and the Divine Feminine: A Western Religious History, Berkeley and Los Angeles, 2005, University of California Press. ISBN 0-520-23146-5
- America, Amerikkka: Elect Nation & Imperial Violence, Equinox (2007) ISBN 1-84553-158-2
- Women and Redemption: A Theological History. Fortress Press. Minnesota, (2012).
- My Quests for Hope and Meaning: An Autobiography. Wipf & Stock. Oregon (2013).
- Feminism and Religion in the 21st Century: Technology, Dialogue, and Expanding Borders (ed. with Gina Messina-Dysert), Routledge (2014). ISBN 9780415831949.